# 普拉特維爾鎮區 (愛荷華州米爾斯縣)
普拉特維爾鎮區（英語：Plattville Township）是位於美國愛荷華州米爾斯縣的一個行政鎮區。

## 地方資料
根據2010年美國人口普查的數據，普拉特維爾鎮區的面積為66.42平方千米，當中陸地面積為64.48平方千米，而水域面積為1.94平方千米。當地共有人口849人，而人口密度為每平方千米12.78人。